# Codice ATC L01
Il codice ATC L01 "Farmaci antineoplastici e immunomodulatori" è un sottogruppo terapeutico del sistema di classificazione Anatomico Terapeutico e Chimico, un sistema di codici alfanumerici sviluppato dall'OMS per la classificazione dei farmaci e altri prodotti medici. Il sottogruppo L01 fa parte del gruppo anatomico L dei disturbi neoplastici e del sistema immunitario.
Codici per uso veterinario (codici ATCvet) possono essere creati ponendo la lettera Q di fronte al codice ATC umano: QL01 ... I codici ATCvet senza corrispondente codice ATC umano sono riportati nella lista seguente con la Q iniziale.
Numeri nazionali della classificazione ATC possono includere codici aggiuntivi non presenti in questa lista, che segue la versione OMS.

## L01A Farmaci alchilanti

### L01AA Analoghi delle mostarde azotate
L01AA01 Ciclofosfamide
L01AA02 Clorambucile
L01AA03 Melfalan
L01AA05 Mecloretamina
L01AA06 Ifosfamide
L01AA07 Trofosfamide
L01AA08 Prednimustina
L01AA09 Bendamustina

### L01AB Alchilsulfonati
L01AB01 Busulfano
L01AB02 Treosulfano
L01AB03 Mannosulfano

### L01AC Etilenimine
L01AC01 Tiotepa
L01AC02 Triaziquone
L01AC03 Carboquone

### L01AD Nitrosouree
L01AD01 Carmustina
L01AD02 Lomustina
L01AD03 Semustina
L01AD04 Streptozocina
L01AD05 Fotemustina
L01AD06 Nimustina
L01AD07 Ranimustina

### L01AG Epossidi
L01AG01 Etoglucide

### L01AX Altri farmaci alchilanti
L01AX01 Mitobronitolo
L01AX02 Pipobromano
L01AX03 Temozolomide
L01AX04 Dacarbazina

## L01B Antimetaboliti

### L01BA Analoghi dell'acido folico
L01BA01 Metotrexato
L01BA03 Raltitrexed
L01BA04 Pemetrexed
L01BA05 Pralatrexato

### L01BB Analoghi della purina
L01BB02 Mercaptopurina
L01BB03 Tioguanina
L01BB04 Cladribina
L01BB05 Fludarabina
L01BB06 Clofarabina
L01BB07 Nelarabina

### L01BC Analoghi della pirimidina
L01BC01 Citarabina
L01BC02 Fluorouracile
L01BC03 Tegafur
L01BC04 Carmofur
L01BC05 Gemcitabina
L01BC06 Capecitabina
L01BC07 Azacitidina
L01BC08 Decitabina
L01BC52 Fluorouracile, associazioni
L01BC53 Tegafur, associazioni
L01BC59 Trifluridina, associazioni

## L01C Alcaloidi derivati dalle piante e altri prodotti naturali

### L01CA Alcaloidi della vinca e analoghi
L01CA01 Vinblastina
L01CA02 Vincristina
L01CA03 Vindesina
L01CA04 Vinorelbina
L01CA05 Vinflunina
L01CA06 Vintafolide

### L01CB Derivati della podofillotossina
L01CB01 Etoposide
L01CB02 Teniposide

### L01CC Derivati della colchicina
L01CC01 Demecolcina

### L01CD Taxani
L01CD01 Paclitaxel
L01CD02 Docetaxel
L01CD03 Paclitaxel poliglumex
L01CD04 Cabazitaxel

### L01CX Altri alcaloidi derivati dalle piante e prodotti naturali
L01CX01 Trabectedina

## L01D Antibiotici citotossici e sostanze correlate

### L01DA Actinomicine
L01DA01 Dactinomicina

### L01DB Antracicline e sostanze correlate
L01DB01 Doxorubicina
L01DB02 Daunorubicina
L01DB03 Epirubicina
L01DB04 Aclarubicina
L01DB05 Zorubicina
L01DB06 Idarubicina
L01DB07 Mitoxantrone
L01DB08 Pirarubicina
L01DB09 Valrubicina
L01DB10 Amrubicina
L01DB11 Pixantrone

### L01DC Altri antibiotici citotossici
L01DC01 Bleomicina
L01DC02 Plicamicina
L01DC03 Mitomicina
L01DC04 Ixabepilone

## L01X Altri agenti antineoplastici

### L01XA Composti del platino
L01XA01 Cisplatino
L01XA02 Carboplatino
L01XA03 Oxaliplatino
L01XA04 Satraplatino
L01XA05 Poliplatillene

### L01XB Metilidrazina
L01XB01 Procarbazina

### L01XC Anticorpi monoclonali
L01XC01 Edrecolomab
L01XC02 Rituximab
L01XC03 Trastuzumab
L01XC04 Alemtuzumab
L01XC05 Gemtuzumab ozogamicin
L01XC06 Cetuximab
L01XC07 Bevacizumab
L01XC08 Panitumumab
L01XC09 Catumaxomab
L01XC10 Ofatumumab
L01XC11 Ipilimumab
L01XC12 Brentuximab vedotin
L01XC13 Pertuzumab
L01XC14 Trastuzumab emtansine
L01XC15 Obinutuzumab
L01XC16 Dinutuximab
L01XC17 Nivolumab
L01XC18 Pembrolizumab
L01XC19 Blinatumomab
L01XC21 Ramucirumab
L01XC22 Necitumumab
L01XC23 Elotuzumab
L01XC24 Daratumumab
L01XC25 Mogamulizumab
L01XC26 Inotuzumab ozogamicin

### L01XD Sensibilizzanti usati nella terapia fotodinamica e radiante
L01XD01 Porfimer sodico
L01XD03 Metilaminolevulinato
L01XD04 Acido aminolevulinico
L01XD05 Temoporfina
L01XD06 Efaproxiral

### L01XE Inibitori delle protein chinasi
L01XE01 Imatinib
L01XE02 Gefitinib
L01XE03 Erlotinib
L01XE04 Sunitinib
L01XE05 Sorafenib
L01XE06 Dasatinib
L01XE07 Lapatinib
L01XE08 Nilotinib
L01XE09 Temsirolimus
L01XE10 Everolimus
L01XE11 Pazopanib
L01XE12 Vandetanib
L01XE13 Afatinib
L01XE14 Bosutinib
L01XE15 Vemurafenib
L01XE16 Crizotinib
L01XE17 Axitinib
L01XE18 Ruxolitinib
L01XE19 Ridaforolimus
L01XE21 Regorafenib
L01XE22 Masitinib
L01XE23 Dabrafenib
L01XE24 Ponatinib
L01XE25 Trametinib
L01XE31 Nintedanib
QL01XE91 Toceranib

### L01XX Altri agenti antineoplastici
L01XX01 Amsacrina
L01XX02 Asparaginasi
L01XX03 Altretamina
L01XX05 Idrossicarbamide
L01XX07 Lonidamina
L01XX08 Pentostatina
L01XX09 Miltefosine
L01XX10 Masoprocol
L01XX11 Estramustina
L01XX14 Tretinoina
L01XX16 Mitoguazone
L01XX17 Topotecano
L01XX18 Tiazofurina
L01XX19 Irinotecano
L01XX22 Alitretinoina
L01XX23 Mitotane
L01XX24 Pegaspargasi
L01XX25 Bexarotene
L01XX27 Ossido arsenioso
L01XX29 Denileukina diftitox
L01XX32 Bortezomib
L01XX33 Celecoxib
L01XX35 Anagrelide
L01XX36 Oblimersen
L01XX37 Sitimagene ceradenovec
L01XX38 Vorinostat
L01XX39 Romidepsin
L01XX40 Omacetaxina mepesuccinato
L01XX41 Eribulin
L01XX42 Panobinostat
L01XX43 Vismodegib
L01XX44 Aflibercept
L01XX45 Carfilzomib
L01XX46 Olaparib
L01XX47 Idelalisib
L01XX48 Sonidegib
L01XX49 Belinostat
L01XX50 Ixazomib
L01XX51 Talimogene laherparepvec
L01XX52 Venetoclax
L01XX53 Vosaroxin
L01XX54 Niraparib (valido dal 2018)
L01XX55 Rucaparib (valido dal 2018)